# Bagneux-la-Fosse
Bagneux-la-Fosse è un comune francese di 181 abitanti situato nel dipartimento dell'Aube nella regione del Grand Est.

## Società

### Evoluzione demografica
Abitanti censiti